# Türkmenistan Birinji Ligasy
Pierwsza Liga Turkmenistanu w piłce nożnej (turkm. Türkmenistan Birinji Ligasy) – liga będąca drugim poziomem rozgrywek piłkarskich w Turkmenistanie. W sezonie 2015 występowały w niej 32 drużyny podzielone na 4 grupy. Najlepsze drużyny awansują do turnieju finałowego, w którym walczą o dwa miejsca w najwyższej klasie rozgrywkowej. Najgorsze drużyny z każdej grup spadają do Drugiej Ligi.

## Drużyny w sezonie 2015

### Strefa Balkan
- Balkan-2
- Bordo
- Galkynyş Turkmenbaszy
- Gumdag
- Hazar Tolkuny
- Nebitgurluşyk
- Sary-Daş Serdar
- Şagadam-2
- Ýaşlyk

### Strefa Centralna
- Altyn-Taç
- Kerwen
- Diýar
- Hasyl
- Köpetdag Aszchabad
- Köpetdag-2
- MGSK

### Strefa Daşoguz
- Akdepe
- Almaz
- Aral
- Arzuw
- Görogly
- Standard

### Strefa Mary
- Agzybirlik FC
- Energetik-2
- Futbol Mekdep-1
- Futbol Mekdep-2
- Jemagat
- Kuwwat
- Merw-2
- MTS
- Nesip
- Ýolöten